# Floribundaria vaginans
Floribundaria vaginans är en bladmossart som beskrevs av Brotherus 1906. Floribundaria vaginans ingår i släktet Floribundaria och familjen Meteoriaceae. Inga underarter finns listade i Catalogue of Life.